# سانجا بوبوفيتش
سانجا غاما (المولودة بوبوفيتش ، من مواليد 31 مايو 1984) هي لاعبة كرة طائرة كرواتي . تلعب لصالح سي اس ام فولي ألبا بلاج .     في يونيو 2016 ، تزوجت بوبوفيتش من لاعب كرة السلة كمال الدين غاما . 
شاركت في بطولة العالم للسيدات للكرة الطائرة FIVB 2010 في اليابان،  وفي بطولة العالم للسيدات لكرة الطائرة 2014 FIVB . 

## روابط خارجية
- سانجا بوبوفيتش على موقع الاتحاد الأوروبي (الإنجليزية)
- سانجا بوبوفيتش على موقع عالم الكرة الطائرة (الإنجليزية)
- سانجا بوبوفيتش على موقع دوري الدرجة الأولى الإيطالي للكرة الطائرة - سيدات (الإيطالية)
- http://www.scoresway.com/؟sport=volleyball&page=player&id=266